# Президентские выборы в Гаити (2016, ноябрь)
Президентские выборы на Гаити проходили 20 ноября 2016 года после нескольких длительных задержек. Проводились одновременно со вторым туром отложенных парламентских выборов. Выборы проходили под контролем Временного Избирательного комитета.
27 ноября избирательная комиссия объявила, что по предварительным данным Жовенель Моиз получил более 50% голосов в первом туре. Явка составила около 21%.
Жовенель Моиз, избранный президентом Гаити, займёт пост 7 февраля 2017 года.

## Контекст выборов
В результате массовых протестов после президентских выборов 2015 года второй тур выборов несколько раз переносился. Наконец, 5 апреля 2016 года Временный избирательный комитет заявил о проведении новых президентских выборов 9 октября 2016 года. Голосование, назначенное на октябрь 2016 года, было перенесено из-за урагана Мэтью.

## Кандидаты
На президентских выборах баллотировалось 27 кандидатов, однако лишь 6 из них вели активную предвыборную кампанию: Бозиль Эдмон Сюпплис (Соединение гаитянских сициал-демократов), Жан-Анри Сеан (Renmen Ayiti, Любите Гаити), Жюд Селестен (Альтернативная лига за гаитянский прогресс и освобождение), Жан-Шарль Моис (Платформа Пити Десален), Жовенель Моиз (Гаитянская партия Тет Кале) и Марис Нарсисс (Fanmi Lavalas). Каждый из них, кроме Бозиля, были связаны с одним из бывших президентом Гаити.

## Результаты
| Кандидат                                                                 | Партия                                                                     | Голоса    | %     |
| ------------------------------------------------------------------------ | -------------------------------------------------------------------------- | --------- | ----- |
| Жовенель Моиз                                                            | Гаитянская партия Тет Кале                                                 | 595 430   | 55,67 |
| Жюд Селестен                                                             | Альтернативная лига за гаитянский прогресс и освобождение                  | 208 837   | 19,52 |
| Жан-Шарль Моис                                                           | Платформа Пити Десален                                                     | 118 142   | 11,04 |
| Марис Нарсисс                                                            | Fanmi Lavalas                                                              | 96 121    | 8,99  |
| Жан Анри Сеан                                                            | Renmen Ayiti                                                               | 6 812     | 0,64  |
| Максо Жозеф                                                              | Rassemblement des Nationaux Democrates Volontaires pour l'Unité Salvatrice | 5 362     | 0,50  |
| Амос Андре                                                               | Единый фронт за возрождение Гаити                                          | 2 278     | 0,21  |
| Жан Эрве Шарль                                                           | Партия за национальную эволюцию Гаити                                      | 1 985     | 0,19  |
| Жозеф Арри Брету                                                         | Konbit Pour Ayiti                                                          | 1 813     | 0,17  |
| Мари-Антуанетт Готье                                                     | План гражданского действия                                                 | 1 806     | 0,17  |
| Жан Кларан Ренуа                                                         | Unir-Ayiti-Ini                                                             | 1 687     | 0,16  |
| Даниэль Дюпитон                                                          | Национальное единство гаитянских политических партий                       | 1 308     | 0,12  |
| Жерар Дальвию                                                            | Альтернативная партия за развитие Гаити                                    | 1 222     | 0,11  |
| Кеслер Дальмаси                                                          | MOPANOU                                                                    | 1 007     | 0,09  |
| Жан Бертен                                                               | Движение республиканского союза                                            | 991       | 0,09  |
| Жан Рональд Корнели                                                      | Союз гаитянских патриотов                                                  | 983       | 0,09  |
| Марк-Артюр Друйар                                                        | Партия национального единства                                              | 978       | 0,09  |
| Жан Поунси                                                               | Результат                                                                  | 970       | 0,09  |
| Жак Сампёр                                                               | Konbit Liberasyon Ekonomik                                                 | 960       | 0,09  |
| Жан-Шаванн Жён                                                           | CANAAN                                                                     | 943       | 0,09  |
| Жозеф Дюрандисс                                                          | Retabli Ayiti                                                              | 890       | 0,08  |
| Ролан Маглуар                                                            | Демократическо-институалистическая партия                                  | 824       | 0,08  |
| Вилэр Клюни Дюросо                                                       | Mouveman pou Endepandans Kiltirel Sosyal Ekonomik ak Politik an Ayiti      | 799       | 0,07  |
| Монестим Диони                                                           | Независимый                                                                | 768       | 0,07  |
| Люкнер Дезир                                                             | Мобилизация за Гаити                                                       | 744       | 0,07  |
| Нельсон Флекур                                                           | Olah Baton jenès la                                                        | 687       | 0,06  |
| Против всех                                                              | Против всех                                                                | 7 234     | 0,68  |
| Недействительные/пустые бюллетени                                        | Недействительные/пустые бюллетени                                          | 58 120    | –     |
| Всего                                                                    | Всего                                                                      | 1 127 766 | 100   |
| Источник: HaitiLibre Архивная копия от 1 декабря 2016 на Wayback Machine |                                                                            |           |       |